# B型同盟
『B型同盟』（ビーがたどうめい）は、高河ゆんによる日本の漫画作品。

## あらすじ
近未来、B型の人間が猫に獣化する奇病が大流行する。

## 登場人物
マチルダ･ローズ
エイミの双子の姉。15歳。B型。エイミと二人で暮していた。羽柴一樹と出会う。
エイミ･ローズ
マチルダの双子の妹。ブラックを愛し、マチルダを置き去りにしてBLO(B型解放機構)に入る。
羽柴 一樹 （はしば いっき）
自衛隊所属CALICO･Bの隊長。26歳。ブラックとは因縁がある。
ブラック
反政府組織BLOのメンバー。18歳。羽柴一樹と敵対している。
ピンク
パープルと双子。BLOのメンバー。
パープル
ピンクと双子。BLOのメンバー。

## ドラマアルバム

### CAST
- マチルダ：荘真由美
- エイミ：鶴ひろみ
- 羽柴：堀秀行
- ブラック：井上和彦
- ピンク：林原めぐみ
- パープル：水谷優子

### MUSIC
POISON DARK
作詞：吉田美奈子、作曲･編曲･Vocal：荒木真樹彦
BE BRAVE
作詞：James Norwood、作曲･編曲：大森俊之、Vocal：James Norwood、蛎崎弘、Chorus：James Norwood、蛎崎弘
SALLY
作･編曲：井上俊次
夢は海の底に
作曲：荒木真樹彦、編曲：大森俊之
1999
作詞：平野肇、作曲･編曲･Vocal：荒木真樹彦
荒木真樹彦のシングル『1999』からの再録。

## ミュージックアルバム

### ミュージックアルバム
Supervised Produce:荒木真樹彦
produced by PROJECT-C
1. POISON DARK
歌：荒木真樹彦
作詞：吉田美奈子、作曲・編曲：荒木真樹彦
2. FENCE OF TIME
作曲・編曲：窪田晴男
3. DREAM AROMA
歌：遠藤由美
コーラス：清水美恵、高橋洋子、遠藤由美
作詞：吉田美奈子、作曲・編曲：安岡孝章、コーラスアレンジ：大森俊之
4. ROSE
作曲・編曲：窪田晴男
5. MYSTIC EYES……愛はCOUNT DOWN
歌：高橋洋子
コーラス：清水美恵、高橋洋子、遠藤由美
作詞：吉田美奈子、作曲：荒木真樹彦、編曲：土方隆行、コーラスアレンジ：大森俊之
6. EIMI & MATILDA
歌：清水美恵
作詞：吉田美奈子、作曲：荒木真樹彦、編曲：土方隆行、コーラスアレンジ：大森俊之
7. REASON
作曲・編曲：窪田晴男
8. 1999
歌：荒木真樹彦
作詞：平野肇、作曲・編曲：荒木真樹彦
  - 荒木真樹彦のシングル『1999』からの再録。

- 演奏：伊藤広規、窪田晴男、meckken、外山明、BAnaNA、木村誠、小倉博和、松永孝義、渡嘉敷裕、古川初穂、藤陵雅裕、佐藤達哉、美久月千春、青山純、宮城純子、土方隆行、矢代恒彦
- シンセサイザーオペレーター：伯耆弘徳、土岐幸男、西込加久見、梅原篤

### Another Music
スーパーバイザー・プロデュース：荒木真樹彦
ミュージックアルバム､ドラマアルバム収録曲を全てremix。
1. 夢は海の底に (REMIX)
作曲：荒木真樹彦、編曲：大森俊之
2. POISON DARK (REMIX)
歌：荒木真樹彦
作詞：吉田美奈子、作曲・編曲：荒木真樹彦
3. FENCE OF TIME (REMIX)
作曲・編曲：窪田晴男
4. BE BRAVE (REMIX)
歌：James Norwood、蛎崎弘
作詞：James Nowood、作曲・編曲：大森俊之
5. ROSE (REMIX)
作曲・編曲：窪田晴男
6. MYSTIC EYES……愛はCOUNT DOWN (REMIX)
歌：高橋洋子
作詞：吉田美奈子、作曲：荒木真樹彦、編曲：土方隆行、コーラスアレンジ：大森俊之
7. EIMI & MATILDA (REMIX)
歌：清水美恵
作詞：吉田美奈子、作曲：荒木真樹彦、編曲：土方隆行、コーラスアレンジ：大森俊之
8. SALLY (REMIX)
作曲・編曲：井上俊次
9. DREAM AROMA (REMIX)
歌：遠藤由美
作詞：吉田美奈子、作曲・編曲：安岡孝章、コーラスアレンジ：大森俊之
10. REASON (REMIX)
作曲・編曲：窪田晴男
11. 1999 (REMIX)
歌：荒木真樹彦
作詞：平野肇、作曲・編曲：荒木真樹彦

- 演奏：大森俊之、荒木真樹彦、伊藤広規、窪田晴男、mecken、外山明、Banana、木村誠、松永孝義、渡嘉敷裕、古川初穂、藤陵雅裕、佐藤達哉、土方隆行、美久月千春、青山純、宮城純子、阿部たくみ、田中宏幸、井上俊次、小倉博和、西込加久見、矢代恒彦
- シンセサイザー・オペレーター：伯耆弘徳、土岐幸男、梅原篤

## 関連商品
- CD
  - ドラマアルバム
  - ミュージックアルバム
  - Another Music

## 書誌情報
高河ゆん『B型同盟』〈角川書店・ニュータイプ100%コミックス〉既刊1巻
1. 1989年7月発売、ISBN 4-04-852224-8